# 毛里塔尼亚电视台
毛里塔尼亚电视台（缩写TVM）是西非国家毛里塔尼亚的国有公共电视广播服务公司。目前，该广播公司是阿拉伯国家广播联盟（ABSU）的成员。

## 历史
毛里塔尼亚的电视广播始于1980年由伊拉克复兴党政权资助的一个电视广播项目:39，1982年9月作为毛里塔尼亚广播电视局（ORTM）的一部分正式启用，节目和简报均从毛里塔尼亚广播电视局的演播室录制并播出。彩色电视于1984年在当地问世。
1984年7月10日，毛里塔尼亚电视台从毛里塔尼亚广播电台独立出来，开始在自己的演播室独立播出。  1990年，毛里塔尼亚电视台成为一家工商性质的公共机构（EPIC），随后于1991年改为一家行政性质的公共机构（EPA） 。
毛里塔尼亚电视台于1992年10月开始在Arabsat上播出，每天播出四个半小时，后来于1997年6月延长至10小时，并于2005年底延长至24小时。 毛里塔尼亚电视台最初在Arabsat-2A上广播，后来于2004年左右使用Badr-4，以便覆盖中东和非洲更广泛的受众，自那时起毛里塔尼亚电视台一直在这些地区广播。 
毛里塔尼亚电视台在2003年至2013年期间是歐洲廣播聯盟的准会员。   
2007年10月13日，毛里塔尼亚电视台推出了第二个频道毛里塔尼亚电视台 Plus，现称为El Mouritaniya 2。  
2015年，毛里塔尼亚高等教育部长提出了毛里塔尼亚电视台与努瓦克肖特大学合作创建一个播放大学教育讲座的教育电视频道的项目的想法，尽管该项目最终并未成功启动。 
2017年10月26日，部长会议决定创建一个体育和文化频道： Arriadia。于2017年11月28日（独立日）开通， 而另一个频道Athagavia于2017年12月1日在蒂希特举行的古城节活动期间开通。 
2019年4月，毛里塔尼亚宗教电视台El Mahadra从毛里塔尼亚广播电台转移到毛里塔尼亚电视台。不过，在毛里塔尼亚电视台和毛里塔尼亚广播电台多年争执之后，政府又开始着手将该电视台重新转让给毛里塔尼亚广播电台， 转让于2023年4月12日生效。
2019年5月3日， Al Barlemania （议会电视台）正式开播，成为马格里布第一家专门的立法广播公司。它与国民议会被共同管理，从其总部进行广播。 

## 频道
- El Mouritaniya （阿拉伯语：  الموريتانية）是综合性电视频道，播放新闻和娱乐节目。它于1984年7月10日开播。它有一个高清同步广播节目，名为El Mouritaniya HD。
- El Mouritaniya 2 （阿拉伯语：  （前身为 毛里塔尼亚电视台 Plus）是一个节目范围较窄的频道，侧重于毛里塔尼亚少数民族语言（沃洛夫语、普拉尔语和索宁克语）。它于2007年10月13日（开斋节）开播。
- 阿里亚迪亚（阿拉伯语：  الرياضية）是一个体育频道，主要转播毛里塔尼亚国家足球联赛Super D1的比赛。它于2017年11月28日（独立日）开播。
- Athagavia （阿拉伯语：  الثقافية）是一个文化频道。它于2017年12月1日在蒂希特举行的古城节期间开播。
- Al Barlemania （阿拉伯语：  البرلمانية）是该国的立法广播机构，与国民议会被共同管理。它于2019年5月3日开播。